# Maróni
Maróni är en ort i Cypern.   Den ligger i distriktet Eparchía Lárnakas, i den sydöstra delen av landet, 50 km söder om huvudstaden Nicosia. Maróni ligger 46 meter över havet och antalet invånare är 543. Den ligger på ön Cypern.
Terrängen runt Maróni är platt åt sydost, men åt nordväst är den kuperad. Havet är nära Maróni åt sydost.  Närmaste större samhälle är Kórnos, 18,9 km norr om Maróni. Trakten runt Maróni består till största delen av jordbruksmark.